# Оквунванне, Джейси
Джейси Джон Аквани Оквунванне (англ. Jaycee John Okwunwanne; 8 октября 1985, Лагос, Нигерия) — бахрейнский футболист нигерийского происхождения, нападающий. Выступал в сборной Бахрейна.

## Клубная карьера
Воспитанник нигерийской команды «Осака» из города Лагос.
В 2004 году в 19 лет стал игроком бахрейнского «Аль-Ахли», который базируется в столице страны. В своём первом сезоне в составе команды он забил 6 мячей, а «Аль-Ахли» стал бронзовым призёром чемпионата. Следующий сезон 2005/06 стал более успешным для Оквунване, который забив 17 голов и получил титул лучшего бомбардира чемпионата Бахрейна. Его клуб стал обладателем серебряных наград первенства.
Зимой 2007 года подписал контракт с другим бахрейнским коллективом «Аль-Мухаррак», вместе с которым он стал победителем чемпионата. В сезоне 2007/08 он вновь стал лучшим бомбардиром бахрейнского первенства, забив на этот раз 24 гола. Также в этом сезоне «Аль-Мухаррак» стал победителем чемпионата и обладателем Кубка Бахрейна.
Летом 2008 года Оквунване стал игроком бельгийского «Мускрона». В чемпионате Бельгии он дебютировал 16 августа 2008 года в выездной игре против «Тюбиза». Джон отметился забитым голов в поединке и помог одержать победу со счётом (2:1). В сезоне 2008/09 он являлся игроком основного состава. В декабре 2009 года появилась информация, что Оквунване интересуются такие клубы как «Селтик», «Вест Бромвич», «Уиган», ПАОК и «Твенте». Всего за бельгийскую команду он провёл 46 матчей и забил 12 голов.
В январе 2010 года перешёл в турецкий «Эскишехирспор». 31 января 2010 года дебютировал за новую команду в матче против клуба «Бурсаспор». 6 февраля 2010 года забил первый гол за команду в матче против клуба «Истанбул Башакшехир». В команде играл на протяжении года и сыграл в 21 матче и забил лишь 2 гола. Вторую половину сезона 2010/11 он провёл в кувейтской команде «Аль-Джахра»., за который сыграл 14 матчей и забил 6 голов.
Летом 2011 года стал игроком катарского «Аль-Харитията». 18 сентября 2011 года дебютировал за новую команду в матче против клуба «Аль-Садд», в этом же матче забил первый гол за клуб. За «Аль-Харитият» провёл 51 матч и забил 28 голов.
Спустя год, в 2012 году, вернулся в стан «Аль-Мухаррака». Вместе с командой стал серебряным призёром чемпионата Бахрейна и обладателем Кубка страны. 1 сентября 2013 года вновь подписал контракт с «Аль-Харитиятом» в составе которого забил 10 мячей в 25 встречах. Летом 2014 года перешёл в клуб второго дивизиона Катара «Аль-Месимир». Оквунване забил 21 гол в 18 матчах.
В июле 2015 года перешёл в таиландский «Бангкок Юнайтед». В чемпионате Таиланда дебютировал 1 августа 2015 года в матче против клуба «Ратбури». 9 августа 2015 года забил первый гол за команду в матче против клуба «Арми Юнайтед».

## Международная карьера
24 января 2007 года дебютировал за сборную Бахрейна в товарищеском матче против сборной Катара.
В январе 2007 года провёл две игры на Кубке наций Персидского залива, который проходил в ОАЭ. Бахрейн дошёл до полуфинала, где уступил Оману (0:1).
В июле 2007 года главный тренер команды Милан Мачала вызвал Оквунване на Кубок Азии. На турнире он провёл 2 игры, а Бахрейн занял последнее 4 место в своей группе. В январе 2009 года сыграл в 1 матче на Кубке наций Персидского залива в Омане.
Оквунване принял участие в отборочном турнире на чемпионат мира 2010, где отыграл 11 игр и забил 2 гола (в ворота Малайзии и Саудовской Аравии). Как пятая команда зоны АФК Бахрейн встретился с Новой Зеландией, победителем зоны ОФК в двухматчевом противостоянии за право выхода на мундиаль. Оквунване сыграл в обеих встречах, однако его команда уступила с минимальным счётом (0:1).
На Кубке Азии 2011 в Катаре Ясее Оквунване принял участие во всех 3 играх команды, однако Бахрейн занял третье место в группе и покинул турнир. В декабре 2012 года участвовал в чемпионате Федерации футбола Западной Азии, который проходил в Кувейте. Проведя 3 игры, натурализованный нигериец забил 2 гола (в ворота Йемена и Саудовской Аравии). Бахрейн занял итоговое 4 место.
В январе 2013 года принял участие в домашнем для Бахрейна Кубке наций Персидского залива. Оквунване сыграл лишь в одной игре, а команда заняла 4 место. На Кубке Азии 2015 в Австралии Оквунване принял участие во всех 3 играх команды и отличился забитым голом в ворота ОАЭ. Бахрейн занял 3 место в своей группе и покинул турнир.
Всего за сборную Бахрейна Оквунване провёл 48 матчей и забил 12 голов.

## Достижения
«Аль-Ахли» (Манама)
- Серебряный призёр чемпионата Бахрейна (1): 2005/06
- Бронзовый призёр чемпионата Бахрейна (1): 2004/05
- Лучший бомбардир чемпионата Бахрейна (1): 2005/06

«Аль-Мухаррак»
- Чемпион Бахрейна (2): 2006/07, 2007/08
- Серебряный призёр чемпионата Бахрейна (1): 2012/13
- Обладатель Кубка Бахрейна (2): 2007/08, 2012/13
- Лучший бомбардир чемпионата Бахрейна (1): 2007/08